# Mein Leben (Trotzki)

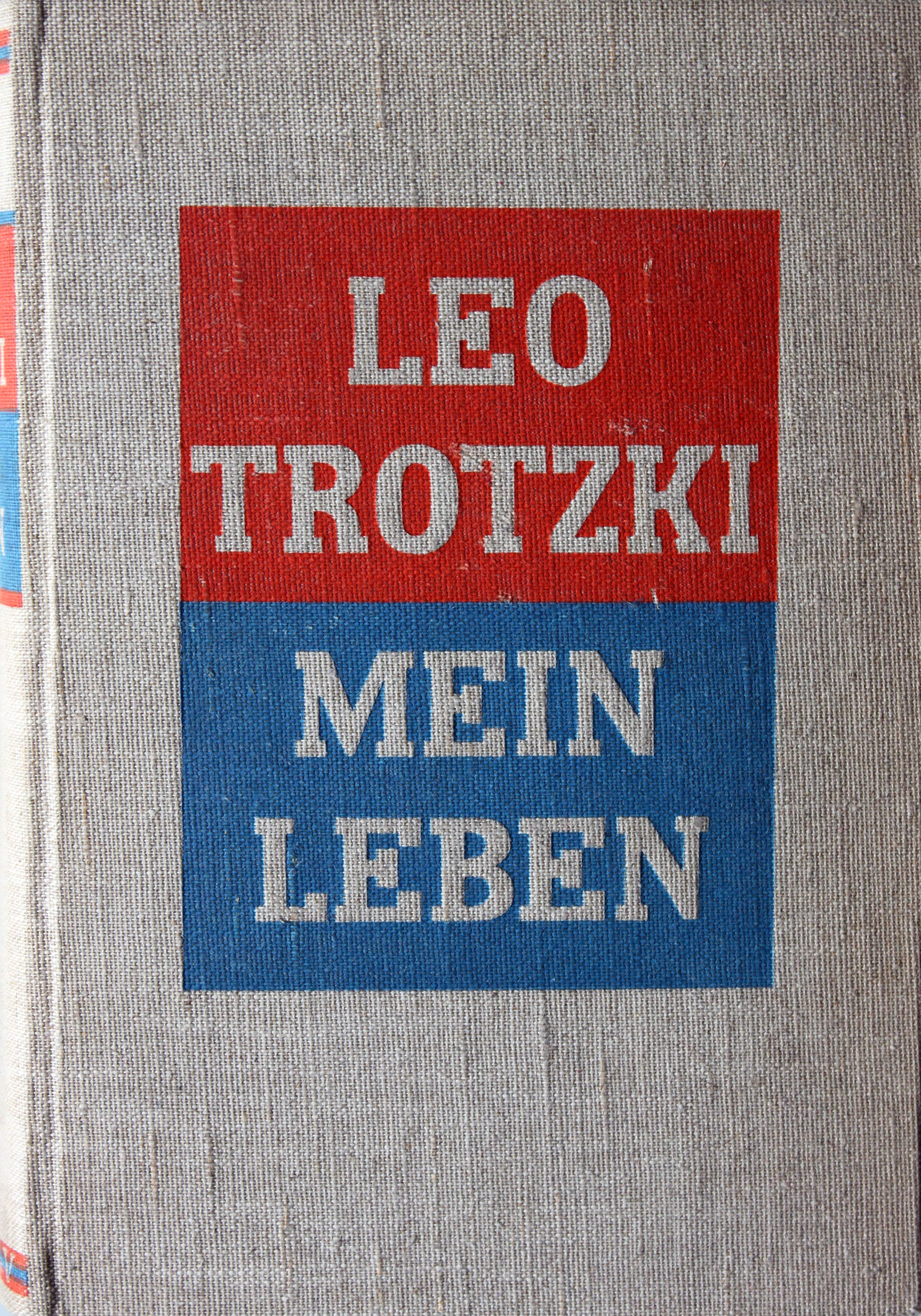
Trotzki: Mein Leben (1930)

Mein Leben (russisch Моя жизнь / Moja schisn) sind Erinnerungen des russischen kommunistischen Revolutionärs Leo Trotzki. Er verfasste die politisch motivierte Schrift im Jahr 1928, nachdem er aus der Sowjetunion verbannt worden war. Das Buch erschien erstmals 1929 im S. Fischer Verlag, Berlin.

## Entstehungszusammenhang und Darstellungsabsicht

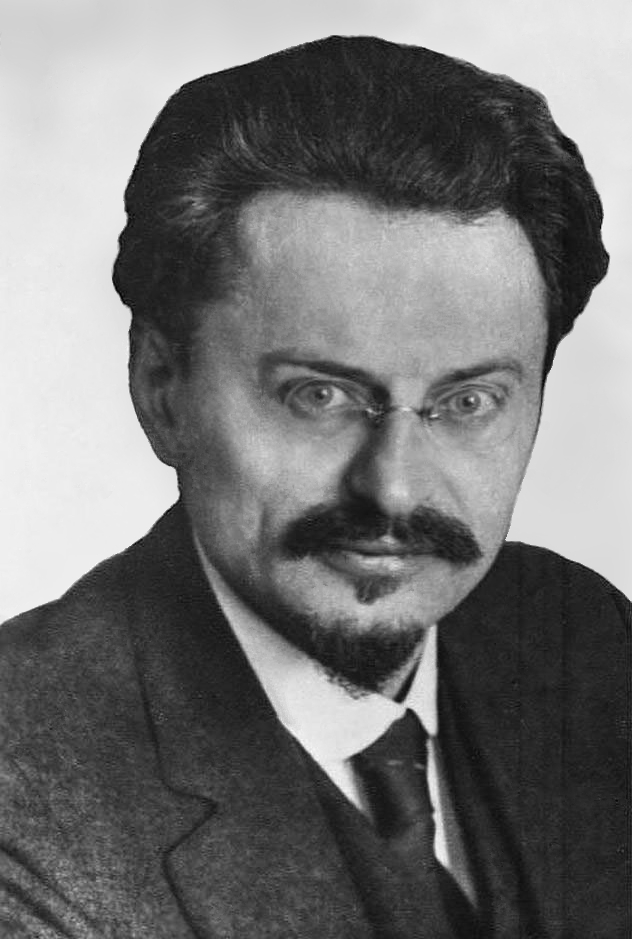
Trotzki um 1929

Trotzki verfasste die Autobiografie auf Anregung Samuel Fischers und schloss sie 1929 im türkischen Exil ab. Am 14. September 1929 schrieb der Autor in Prinkipo: „Ich bin gezwungen, diese Zeilen in der Emigration, der dritten in der Reihenfolge, zu schreiben, während meine nächsten Freunde, die an der Schaffung der Sowjetrepublik entscheidenden Anteil haben, deren Verbannungsorte und Gefängnisse füllen.“
Zur „Untersuchung des Problems der Revolution“ verweist Trotzki auf seine mehr theoretischen Werke und teilt zu seiner Schreibabsicht mit, er wolle in vorliegendem Werk jenen, die da fragen „Wie haben Sie die Macht verloren?“, antworten. Er stellt klar: „Dieses Buch … ist keine leidenschaftslose Photographie meines Lebens, sondern ein Bestandteil meines Lebens. Auf diesen Seiten setze ich den Kampf fort, dem mein ganzes Leben gewidmet ist. Schildernd charakterisiere und werte ich; erzählend verteidige ich mich und greife noch häufiger an.“
Trotzki schildert in diesem Sinne sein Leben beginnend mit Kindheit und Jugend, den ersten politisch engagierten Betätigungen, Verbannung und Auslandsaufenthalten, Aktivität im vorrevolutionären Russland, über seine Zeit in Paris, in Spanien und New York, schließlich als wichtiger Akteur der Russischen Revolution, danach die Zeit der Konsolidierung der Macht, die Zeit Lenins und dessen Tod, zuletzt das – von ihm kritisch eingeschätzte – Handeln der „Epigonen“.
Innerhalb der chronologischen Darstellung greift der Erzähler mitunter – zwecks untermauernder Begründung in einem Nebensatz – um Jahrzehnte vor.

## Rezeption
- Christian Gneuss stellte 1979 zu den Schilderungen Leo Trotzkis in der Zeit fest:[3] „Privates fließt nur in vagen Umrissen hinein; Kindheit und Jugend werden zwar geschildert, doch nicht um ihrer selbst willen, sondern nur als Vorstufe, als Entelechie eines künftigen Revolutionärs.“, und merkt insbesondere an: „Fast nichts auch über sein Judentum, (...) Gab es (...) für den Knaben und Jüngling Lew Dawidowitsch Bronstein wirklich keine Probleme mit dem Antisemitismus?“

Zum Zeitbezug urteilt er: „Die Sicht des Entstehungsjahres bestimmt Auswahl und Akzente des ganzen Buches als Rechtfertigung und als Abrechnung zugleich: Rechtfertigung des konsequenten, des ‚reinen‘ Revolutionärs und Abrechnung mit den ‚Epigonen‘. (...) Seltsam blaß bleiben (...) die Porträts Lenins und Stalins, Bewunderung und Haß trüben auch ihm den Blick.“, hingegen: „Wie einprägsam vermag Trotzki demgegenüber von anderen Menschen in wenigen präzisen Strichen ein Bild zu vermitteln.“
- Der Herausgeber der amerikanischen Nachauflage der Fischer-Ausgabe konstatiert in seinem Nachwort, Trotzki habe Stalin etliche Jahre vor Chruschtschows Geheimrede durchschaut. Der Autor habe den Text nicht als seine Memoiren betrachtet, sondern als einen Beitrag zur Zeitgeschichte. Durch die zwischen den Zeilen zu erkennende Verbitterung sei der „große Kummer des Kommunisten Trotzki“ zu erkennen: Von Stalin aus der Sowjetunion vertrieben, habe er für den Rest seines Lebens in einer feindlichen (kapitalistischen) Welt leben müssen.[4]
- Laut Christoph Koch (Kindlers Literatur Lexikon, 1986) lebt die Darstellung der russischen Revolution von der Trotzkischen Polemik. Trotzki behaupte, er sei der Lenin-Intimus per se gewesen. Dabei apostrophiere Trotzki das eigene Wirken als Fortführung, hingegen Stalins Herrschaft als Entstellung Leninscher Politik. Die Objektivität der Darstellung historischer Ereignisse nehme immer mehr ab, je deutlicher gegen Ende der Autobiografie die Tragik des Verbannten durchscheine.

## Deutschsprachige Ausgaben
- Leo Trotzki: Mein Leben. Versuch einer Autobiographie. Autorisierte Übersetzung nach dem Manuskript von Alexandra Ramm. 569 Seiten. S. Fischer Verlag A.-G., Berlin 1929[5] (Erstausgabe)
- Leo Trotzki: Mein Leben. Versuch einer Autobiographie. Aus dem Russischen übertragen von Alexandra Ramm. 543 Seiten. Dietz Verlag, Berlin 1990 (Lizenzgeber: S. Fischer, Frankfurt am Main). ISBN 3-320-01574-5